# Certilleux
Certilleux – miejscowość i gmina we Francji, w regionie Grand Est, w departamencie Wogezy.
Według danych na rok 1990 gminę zamieszkiwało 290 osób, a gęstość zaludnienia wynosiła 49 osób/km² (wśród 2335 gmin Lotaryngii Certilleux plasuje się na 759. miejscu pod względem liczby ludności, natomiast pod względem powierzchni na miejscu 928.).